# Gentgouw

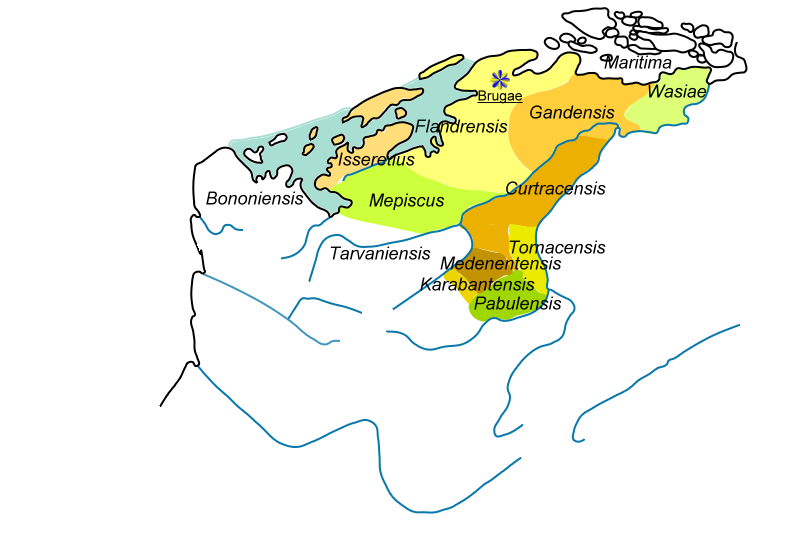
Kaart van de Vlaamse gouwen

De Gentgouw (Latijn: pagus Gandensis of pagus Gandeo) was een gouw van de Franken in de civitas van de Menapiërs rond de stad Gent in het begin van de 7e eeuw.
De Gentgouw lag tussen de Vier Ambachten, het Waasland, de Schelde, de Kortrijkgouw en de Vlaanderengouw. De grenzen waren:
- In het noorden de Burggravenstroom en de Moervaart,
- In het oosten de parochies Mendonk, Zaffelare, Zeveneken, Overmere en Kalken,
- In het zuiden de Schelde tot Gent en de Leie tot Deinze,
- In het westen Deinze, Zeveren, Vinkt, Kanegem, Ruiselede, Aalter, Knesselare, Oostwinkel en Waarschoot

In 853 stond graaf Enguerrand aan het hoofd van de gouw en tegelijk aan het hoofd van de Kortrijkgouw en de Doornikgouw. Die graaf viel rond 866 in ongenade bij Karel de Kale en de Gentgouw werd bij het Graafschap Vlaanderen gevoegd.